# Human Torch
Johnny Storm / Ludzka Pochodnia (ang. Human Torch) – jedna z postaci z komiksów Marvela o Fantastycznej Czwórce.
Reed Richards wraz z przyjacielem, Benem Grimmem i dziewczyną, Susan Storm oraz jej bratem Johnnym wyruszył w podróż kosmiczną, by odkryć tajemnicę kodu genetycznego człowieka. W przestrzeni wystąpił wybuch nieznanej energii. Pod jej wpływem badacze posiedli nadprzyrodzone moce, które odmieniły ich życie. Przyjaciele stali się Fantastyczną Czwórką, na której czele stanął Reed. Johnny przyjął przezwisko Ludzka Pochodnia. Może zacząć płonąć, strzelać ogniem i latać.

## Odtwórcy roli
Postać Johnny'ego pojawiła się w takich filmach jak: Fantastyczna Czwórka, Fantastyczna Czwórka i jej sequelu oraz w nadchodzącej Fantastycznej Czwórce, gdzie wcielili się w niego kolejno: Jay Underwood, Chris Evans (w polskiej wersji językowej do pierwszej części Mateusz Damięcki) oraz Michael B. Jordan (w polskiej wersji językowej Otar Saralidze).